# Liste der Monuments historiques in Brannens
Die Liste der Monuments historiques in Brannens führt die Monuments historiques in der französischen Gemeinde Brannens auf.

## Liste der Objekte
| Bezeichnung | Beschreibung          | Standort                        | Kennzeichnung | Schutzstatus | Datum | Bild |
| ----------- | --------------------- | ------------------------------- | ------------- | ------------ | ----- | ---- |
| Glocke      | Bronze, 1511 gegossen | in der Kirche St-Sulpice (Lage) | PM33000409    | Classé       | 1903  |      |